# Isperihovo, Pazardjik
Isperihovo (în bulgară Исперихово) este un sat în comuna Brațigovo, regiunea Pazardjik,  Bulgaria. 

## Demografie
Componența etnică a satului Isperihovo
     Turci (32,47%)
     Bulgari (47,43%)
     Nicio identificare (19,57%)
     Altele (1,49%)
La recensământul din 2011, populația satului Isperihovo era de 1.946 locuitori. Nu există o etnie majoritară, locuitorii fiind bulgari (47,43%) și turci (32,47%). Pentru 19,57% din locuitori nu este cunoscută apartenența etnică.